# Kwartus
Kwartus, również Apostoł Kuart (zm. w Berith) – żyjąca w I wieku postać biblijna, biskup Berith (dzisiejszego Bejrutu), święty prawosławny.
Postać występująca w Nowym Testamencie w Liście do Rzymian apostoła Pawła (Rz 16, 24 (BT)). Zaliczany do grona Siedemdziesięciu dwóch wysłańców Jezusa Chrystusa.
Wspomnienie liturgiczne w Kościele prawosławnym obchodzone jest dwukrotnie:
- indywidualnie 10/23 listopada[a][1],
- w grupie apostołów 4/17 stycznia[2] (Sobór 70. Apostołów)[1].